# ローレンツ・ローレンツの式
ローレンツ・ローレンツの式（英語: Lorentz–Lorenz equation）は、分極した分子間の双極子相互作用が小さい時におけるマクロな屈折率とミクロな分極率との間の関係式である。「ローレンツ・ローレンス」の式とも。
最も一般的なローレンツ・ローレンツの式は次のように書ける。
{\displaystyle {\frac {n^{2}-1}{n^{2}+2}}={\frac {4\pi }{3}}N\alpha }
ここで{\displaystyle n} は 屈折率、{\displaystyle N} 単位体積あたりの分子数、{\displaystyle \alpha } は分子の平均分極率。
この式は特定の結晶構造でのみ有効である。
屈折率を誘電率に変換した式は、クラウジウス・モソッティの関係と呼ばれる。
より特殊な形として、希薄ガスの屈折率{\displaystyle n}を与える次式がある。
{\displaystyle n\approx {\sqrt {1+{\frac {3Ap}{RT}}}}}
ここで{\displaystyle A} はモル屈折率、{\displaystyle p}はガスの圧力、{\displaystyle R} は気体定数、{\displaystyle T}は絶対温度。

## 歴史
ローレンツ・ローレンツの式は、1869年にデンマークの物理学者・数学者ルードヴィヒ・ローレンツ(”Lorenz”。「ローレンス」とも)が弾性論から導いた。また1878年にはオランダの物理学者ヘンドリック・ローレンツ(”Lorentz”)が真空中と物質中の電磁気学の立場から導いた。